# Oratorio delle Dame
L'oratorio della Congregazione delle Dame del Giardinello al Ponticello è un luogo di culto ubicato in via Ponticello, nel quartiere dell'Albergheria sulla direttrice via Maqueda - chiesa del Gesù a Casa Professa, nel centro storico della città di Palermo.

## Storia

### Epoca spagnola
Costruito tra il 1595 e il 1608 in prossimità della chiesa di Santa Maria delle Grazie al Ponticello - oggi santuario di Nostra Signora di Lourdes - l'oratorio nasce contemporaneamente alla Congregazione segreta intitolata a Maria Santissima dell'Aspettazione del Parto della Vergine, costituita dalle nobili dame del tempo per assistere in preghiera e per contribuire materialmente le partorienti disagiate dell'Albergheria.
L'etimologia Ponticello deriva dal fatto che esisteva un manufatto atto a scavalcare il corso del fiume Kemonia, detto ponte consentiva il passaggio tra una sponda e l'altra durante i periodi di piene invernali.
Risale al 1733 la riforma dello statuto operata da donna Eleonora Ruffo e Oneto, principessa di San Lorenzo.

### Epoca contemporanea
Il sodalizio sin dalle origini esplica le sue attività nelle opere di beneficenza e di assistenza sociale prestando aiuto agli indigenti del quartiere, in modo particolare alle giovani donne e neo mamme in condizioni di disagio sociale ed economico. Attività rivolte non solo alle cittadine italiane, ma anche donne immigrate da paesi extra-comunitari.
Il pregevole sito è stato dichiarato monumento nazionale.

## Restauri
- 1873, Un primo intervento di restauro fu promosso da Bianca Lucchesi Palli, duchessa di Monteleone. Il complesso fu ulteriormente arricchito con intarsi, inserti, stucchi, argenterie, pavimenti in maiolica.
- 1957, Un secondo ciclo di restauri fu effettuato per ovviare ai danni causati dal terremoto del 1940 e alle distruzioni derivate dai bombardamenti del secondo conflitto mondiale operati dalle forze alleate.
- 1985, Interventi conservativi.
- Tra il 2004 e il 2011 sono stati restaurati gli affreschi di Antonio Grano.
- Tra il 2018 e il 2019 sono state restaurate gratuitamente (per devozione) le 36 sedi presbiterali costruite in legno di abete e lastronate in ebano violetto e noce nazionale. Esse raffigurano nei vari scomparti intarsi,perfili,e pitture,mentre gli intagli raffigurano i volti delle dame, i rabeschi motivi floreali, e per finire le cornici perimetrali, tutte ricoperte in foglia d'oro zecchino. Il tavolo consolle centrale: ha il piano lastronato in ebano violetto e intarsiato con elementi floreali in acero e avorio mentre, la parte inferiore è totalmente scolpita e dorata, i restauri sono stati eseguiti da un maestro restauratore locale di terza generazione Gerlando Calî.

## Prospetto
All'esterno presenta un bel portale barocco in pietra di Billiemi, con un medaglione che riporta il monogramma mariano.

## Interno

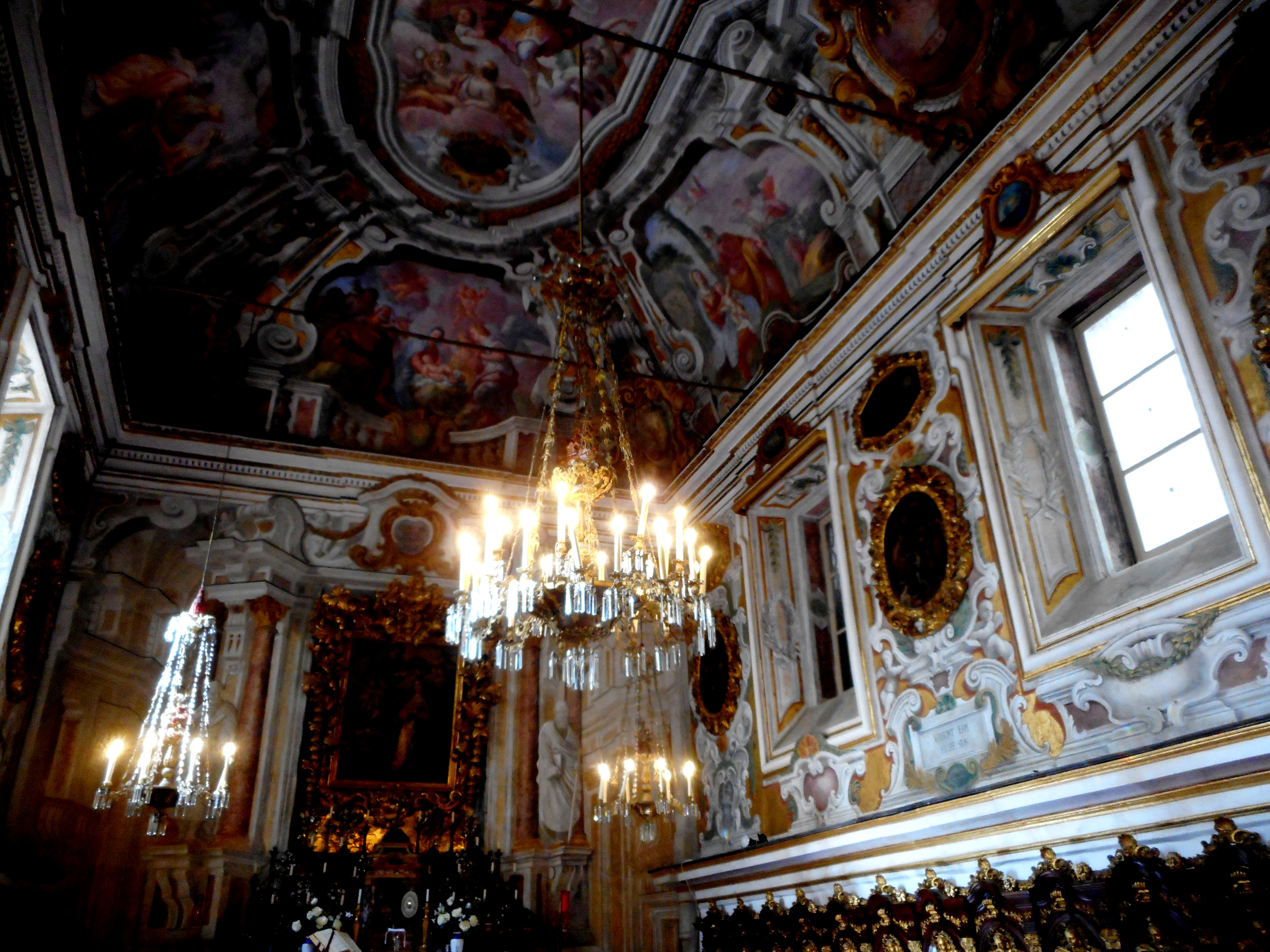
Interno dell'oratorio

All'interno un giardinetto conserva ancora l'ottocentesco pavimento maiolicato, la piccola e raccolta saletta è preziosamente decorata con pitture, finte architetture realizzate con la tecnica del trompe-l'œil, lampadari, cornici, intagli, modanature in fastoso stile barocco.
L'ambiente di forma rettangolare presenta un altare sullo sfondo sormontato da un dipinto d'autore ignoto raffigurante la Madonna del Parto delimitato dalle figure di San Pietro a sinistra e San Paolo a destra. Due file di scranni intarsiati arricchiscono l'aula, al di sopra di essi, finestre con ricche decorazioni si alternano a cartigli, dieci medaglioni realizzati in fastose cornici raffiguranti i Misteri Mariani ed altrettanti quadretti ottagonali riproducenti episodi della vita di Gesù fanciullo.
La volta del soffitto presenta l'affresco il Trionfo della Vergine attorniato da sei riquadri raffiguranti storie tratte dall'infanzia di Gesù, ciclo pittorico attribuito ad Antonio Grano e alla sua bottega.
Sulla controfacciata il dipinto Ultima Cena sormonta gli stalli della presidenza. Il sodalizio ospita anche una copia dello Spasimo di Sicilia.

## Congregazione
- 1595, Nobile Congregazione Segreta delle Dame sotto il titolo dell'«Aspettazione del Parto della Vergine Maria».[1]

L'impegno delle consorelle prevedeva riunioni una volta al mese per gli esercizi spirituali circa le meditazioni sulla buona morte, pregare per le partorienti e per le consorelle defunte, praticare gli esercizi spirituali da effettuare nel periodo della quaresima, e quelli per la novena di Natale.
A Natale e Pasqua, venivano distribuiti i "canestri" che comprendevano un corredino per neonato realizzato dalle Consorelle.

### Presidenti
L'incarico di Governatrice, al presente la figura è definita col termine Presidente o Superiora, con il trasferimento della corte borbonica dalla reggia di Napoli al Palazzo Reale di Palermo in epoca napoleonica, il prestigioso ufficio fu assegnato alla regina consorte. Da allora fino alla fine della monarchia sono state le consorti regnanti in carica ad avvicendarsi nella prestigiosa carica, tra cui la: 
- regina Maria Carolina d'Asburgo-Lorena consorte di Ferdinando I delle Due Sicilie;
- regina Maria Adelaide d'Asburgo-Lorena consorte di Vittorio Emanuele II di Savoia;
- regina Margherita di Savoia consorte di Umberto I di Savoia;
- regina Elena Petrovich del Montenegro consorte di Vittorio Emanuele III di Savoia.

Tra le esponenti della nobiltà hanno fatto parte del sodalizio: la principessa di Bonfornello, la principessa di Butera, la principessa di Rosolini, la principessa di Cerami, la principessa Lanza, la marchesa dell'Alimena, la duchessa di Camastra, donna Anna Maria Paternò ed Alliata e molte altre esponenti delle più influenti famiglie dell'aristocrazia isolana.
In tempi recenti hanno ricoperto il ruolo la contessa Maria Felice Boscogrande Riva Sanseverino. Attuale superiora è la contessa Agata Orlando Riva Sanseverino.

## "Madonna dell'«O»"
Un sottilissimo filo etimologico lega la congregazione e l'Oratorio delle Dame di Palermo a molte istituzioni iberiche e della penisola italiana con le quali condivide il tema e il culto dell'«Aspettazione del Parto della Vergine Maria»:
- Hermandad de «La O» attestata presso la chiesa di Nuestra Señora de La O di Siviglia;
- Archicofradía del Paso y la Esperanza attestata presso la basilica de la Esperanza di Malaga;
- Pro-hermandad penitencial de las Cinco Llagas y Cofradía de Nazarenos de Nuestro Padre Jesús de la Victoria en sus Tres Caídas y María Santísima de la O attestata presso la chiesa de la Aurora (Fátima) di Cordova;
- Chiesa de Nuestra Señora de la O di Rota;
- Chiesa de Nuestra Señora de la O di Sanlúcar de Barrameda.

La matrice comune trova fondamento nelle antiche antifone che iniziano con l'esclamazione vocativa "O" recitate negli ultimi sette giorni di Avvento ove all'"O" segue un appellativo riferito al Messia: O Sapienza, O Signore, O Radice di Iesse, O Chiave di Davide, O Astro Sorgente, O Re delle Genti, O Emmanuele.
In passato tra le antifone in "O" dell'Avvento figurava anche quella indirizzata alla Vergine: O Virgo Virginum, quomodo fiet istud ? ed era l'antifona d'introduzione propria del Magnificat.

## Festività
- 18 dicembre, festa della «Madonna del Parto».
- "Storia Congregazione Dame del Giardinello" di Nadia Scardeoni